# Savages (Soulfly)
Savages è il nono album in studio del gruppo musicale statunitense Soulfly, pubblicato il 30 settembre 2013 dalla Nuclear Blast.

## Descrizione
L'unico singolo dell'album è stato Bloodshed. Come nuovo batterista viene reclutato Zyon Cavalera, figlio di Max.

## Tracce
1. Bloodshed – 6:55
2. Cannibal Holocaust – 3:29
3. Fallen – 5:55
4. Ayatollah of Rock 'n' Rolla – 7:29
5. Master of Savagery – 5:10
6. Spiral – 5:34
7. This Is Violence – 4:23
8. K.C.S. – 5:15
9. El comegente – 8:17
10. Soulfliktion – 5:43

### Tracce bonus versione digipack
1. Fuck Reality – 5:25
2. Soulfly IX – 5:55

## Formazione
Gruppo
- Max Cavalera - voce, chitarra, sitar
- Marc Rizzo - chitarra, sitar
- Tony Campos - basso, voce (nel brano 9)
- Zyon Cavalera - batteria, percussioni

Altri musicisti
- Igor Cavalera Jr. - voce (nel brano 1)
- Jamie Hanks - voce (nel brano 3)
- Neil Fallon - voce (nel brano 4)
- Mitch Harris - voce (nel brano 8)

Cast tecnico
- Terry Date - produzione, ingegneria del suono, missaggio
- Sam Hofstedt - ingegneria del suono
- Ted Jensen - masterizzazione
- Ted Malakai Venemann - design, fotografia
- Paul Stottler - artwork
- Leo Zulueta - artwork (logo)